# Chakravarthi Rajagopalachari
Chakravarthi Rajagopalachari (Hosur, 10 dicembre 1878 – Madras, 25 dicembre 1972) è stato un politico indiano.

## Biografia
Fu governatore di Madras dal 1937 al 1939 e del Bengala Occidentale dal 1947 al 1948 e quindi governatore generale dell'India dal 1948 al 1950.
Ministro dell'interno dell'India dal 1950 al 1951, fu nuovamente governatore di Madras dal 1952 al 1954; nel 1959 fondò lo Swatantra Party.